# Kolarstwo na Letnich Igrzyskach Olimpijskich 2012 – BMX mężczyzn
Wyścig mężczyzn podczas Letnich Igrzyskach Olimpijskich 2012 rozegrany został między 8 a 10 sierpnia na torze London Velopark w Londynie.

## Format
Zawodnicy zostali przydzieleni do ćwierćfinałów według czasów, jakie uzyskali w eliminacjach. Każdy ćwierćfinał obejmował pięć biegów, w których za każde miejsce przyznawane były punkty (za 1. miejsce 1 punkt, za 2. miejsce 2 punkty itd.). Pierwsza dwójka po trzech biegach awansowała do półfinałów, a pozostali zawodnicy wzięli udział w następnych dwóch biegach. Do półfinałów awansowało dwóch najlepszych zawodników po pięciu biegach. Półfinały obejmowały trzy biegi. Do finałów awansowało czterech najlepszych zawodników z każdej grupy. Finał obejmował jeden bieg.

## Terminarz
| Data             | Godzina |              |
| ---------------- | ------- | ------------ |
| 8 sierpnia 2012  | 15:40   | Eliminacje   |
| 9 sierpnia 2012  | 15:00   | Ćwierćfinały |
| 10 sierpnia 2012 | 15:08   | Półfinały    |
| 10 sierpnia 2012 | 16:40   | Finał        |

## Wyniki

### Eliminacje
Wyniki:
| Pozycja | Zawodnik               | Czas   | Notatki |
| ------- | ---------------------- | ------ | ------- |
| 1       | Raymon van der Biezen  | 37,779 |         |
| 2       | Joris Daudet           | 38,221 |         |
| 3       | Twan van Gendt         | 38,339 |         |
| 4       | Connor Fields          | 38,431 |         |
| 5       | Andrés Jiménez Caicedo | 38,445 |         |
| 6       | Sam Willoughby         | 38,496 |         |
| 7       | Nicholas Long          | 38,601 |         |
| 8       | Renato Rezende         | 38,628 |         |
| 9       | Quentin Caleyron       | 38,637 |         |
| 10      | Marc Willers           | 38,687 |         |
| 11      | Māris Štrombergs       | 38,697 |         |
| 12      | Liam Phillips          | 38,719 |         |
| 13      | Rihards Veide          | 38,753 |         |
| 14      | Carlos Oquendo         | 38,775 |         |
| 15      | David Herman           | 38,955 |         |
| 16      | Kurt Pickard           | 39,057 |         |
| 17      | Khalen Young           | 39,304 |         |
| 18      | Manuel de Vecchi       | 39,385 |         |
| 19      | Luis Brethauer         | 39,431 |         |
| 20      | Tory Nyhaug            | 39,515 |         |
| 21      | Jelle van Gorkom       | 39,529 |         |
| 22      | Brian Kirkham          | 39,610 |         |
| 23      | Roger Rinderknecht     | 39,618 |         |
| 24      | Emilio Falla           | 39,737 |         |
| 25      | Morten Therkildsen     | 39,738 |         |
| 26      | Ernesto Pizarro        | 39,765 |         |
| 27      | Arnaud Dubois          | 39,772 |         |
| 28      | Moana Moo Caille       | 40,015 |         |
| 29      | Maik Baier             | 40,231 |         |
| 30      | Sifiso Nhlapo          | 40,788 |         |
| 31      | Daniel Caluag          | 40,900 |         |
| –       | Edžus Treimanis        |        | DNF     |

### Ćwierćfinały
Wyniki:

#### Ćwierćfinał 1
| Pozycja | Zawodnik              | Bieg 1     | Bieg 2     | Bieg 3       | Bieg 4     | Bieg 5       | Suma punktów | Notatki |
| ------- | --------------------- | ---------- | ---------- | ------------ | ---------- | ------------ | ------------ | ------- |
| 1       | Raymon van der Biezen | 37,974 (1) | 38,269 (1) | 38,392 (1)   | Awansował  | Awansował    | 3            | Q       |
| 2       | Edžus Treimanis       | 40,130 (4) | 52,014 (6) | 38,572 (2)   | Awansował  | Awansował    | 12           | Q       |
| 3       | Quentin Caleyron      | 42,560 (7) | 41,336 (5) | 1:04,609 (5) | 39,162 (1) | 38,489 (1)   | 19           | q       |
| 4       | Khalen Young          | DNF (8)    | 39,189 (2) | 39,456 (3)   | 39,484 (2) | 1:04,756 (4) | 19           | q       |
| 5       | Morten Therkildsen    | 40,789 (6) | 39,788 (4) | 39,896 (4)   | 40,160 (4) | 39,104 (2)   | 20           |         |
| 6       | Emilio Falla          | 39,602 (3) | DNF (8)    | 1:31,130 (6) | 39,756 (3) | 41,793 (3)   | 23           |         |
| 7       | Kurt Pickard          | 40,200 (5) | 39,539 (3) | DNF (7)      | DNS (8)    | DNS (8)      | 31           |         |
| 8       | Renato Rezende        | 38,343 (2) | DNF (8)    | DNS (10)     | DNS (8)    | DNS (8)      | 36           |         |

#### Ćwierćfinał 2
| Pozycja | Zawodnik               | Bieg 1     | Bieg 2       | Bieg 3     | Bieg 4     | Bieg 5       | Suma punktów | Notatki |
| ------- | ---------------------- | ---------- | ------------ | ---------- | ---------- | ------------ | ------------ | ------- |
| 1       | Connor Fields          | 37,721 (1) | 38,350 (1)   | 38,025 (1) | Awansował  | Awansował    | 3            | Q       |
| 2       | Liam Phillips          | 38,072 (2) | 38,625 (2)   | 38,301 (2) | Awansował  | Awansował    | 6            | Q       |
| 3       | Andrés Jiménez Caicedo | 38,753 (4) | 39,208 (3)   | 38,865 (4) | 38,581 (1) | 44,026 (5)   | 17           | q       |
| 4       | Rihards Veide          | 39,489 (6) | 39,416 (4)   | 38,609 (3) | 39,508 (4) | 39,110 (2)   | 19           | q       |
| 5       | Tory Nyhaug            | 38,610 (3) | 1:03,089 (7) | 39,949 (6) | 39,503 (3) | 38,808 (1)   | 20           |         |
| 6       | Moana Moo Caille       | 39,191 (5) | 39,560 (5)   | 39,512 (5) | 38,705 (2) | 1:30,608 (6) | 23           |         |
| 7       | Jelle van Gorkom       | 39,691 (7) | 1:37,793 (8) | 42,707 (8) | 40,419 (5) | 40,096 (3)   | 31           |         |
| 8       | Maik Baier             | 40,558 (8) | 56,453 (6)   | 40,541 (7) | 46,131 (6) | 41,109 (4)   | 31           |         |

#### Ćwierćfinał 3
| Pozycja | Zawodnik           | Bieg 1       | Bieg 2     | Bieg 3     | Bieg 4     | Bieg 5     | Suma punktów | Notatki |
| ------- | ------------------ | ------------ | ---------- | ---------- | ---------- | ---------- | ------------ | ------- |
| 1       | Marc Willers       | 40,558 (1)   | 38,879 (2) | 38,467 (1) | Awansował  | Awansował  | 4            | Q       |
| 2       | Joris Daudet       | 54,108 (4)   | 38,789 (1) | 38,644 (2) | Awansował  | Awansował  | 7            | Q       |
| 3       | David Herman       | DNF (8)      | 39,400 (3) | 39,373 (4) | 38,319 (1) | 39,005 (2) | 18           | q       |
| 4       | Roger Rinderknecht | 54,108 (3)   | 39,901 (5) | 39,209 (3) | 39,844 (4) | 39,453 (3) | 18           | q       |
| 5       | Nicholas Long      | 1:46,734 (7) | 39,533 (4) | 39,379 (5) | 38,383 (2) | 38,428 (1) | 19           |         |
| 6       | Ernesto Pizarro    | 1:20,748 (6) | 40,179 (6) | 39,905 (7) | 38,799 (3) | 40,141 (4) | 26           |         |
| 7       | Manuel de Vecchi   | 53,365 (2)   | 41,499 (8) | 50,728 (8) | 40,342 (6) | 40,261 (5) | 29           |         |
| 8       | Daniel Caluag      | 1:02,086 (5) | 40,763 (7) | 39,902 (6) | 40,342 (5) | 40,380 (6) | 29           |         |

#### Ćwierćfinał 4
| Pozycja | Zawodnik         | Bieg 1     | Bieg 2     | Bieg 3     | Bieg 4       | Bieg 5     | Suma punktów | Notatki |
| ------- | ---------------- | ---------- | ---------- | ---------- | ------------ | ---------- | ------------ | ------- |
| 1       | Twan van Gendt   | 38,094 (1) | 38,190 (2) | 38,402 (4) | Awansował    | Awansował  | 7            | Q       |
| 2       | Māris Štrombergs | 38,359 (2) | 40,353 (5) | 37,738 (1) | Awansował    | Awansował  | 8            | Q       |
| 3       | Sam Willoughby   | 40,250 (4) | 37,856 (1) | 38,200 (3) | 38,840 (2)   | 59,499 (6) | 16           | q       |
| 4       | Carlos Oquendo   | DNF (8)    | 39,148 (4) | 37,976 (2) | 1:23,505 (6) | 38,167 (1) | 21           | q       |
| 5       | Luis Brethauer   | 43,391 (6) | 39,108 (3) | 39,435 (5) | 40,134 (4)   | 38,973 (4) | 22           |         |
| 6       | Arnaud Dubois    | 40,179 (3) | 51,285 (8) | 40,003 (7) | 39,564 (3)   | 38,620 (3) | 24           |         |
| 7       | Brian Kirkham    | 59,988 (7) | 48,026 (7) | 40,519 (8) | 38,158 (1)   | 38,475 (2) | 25           |         |
| 8       | Sifiso Nhlapo    | 41,773 (5) | 40,539 (6) | 39,653 (6) | 40,377 (5)   | 39,835 (5) | 27           |         |

### Półfinały
Wyniki:

#### Półfinał 1
| Pozycja | Zawodnik               | Bieg 1       | Bieg 2     | Bieg 3     | Suma punktów | Notatki |
| ------- | ---------------------- | ------------ | ---------- | ---------- | ------------ | ------- |
| 1       | Connor Fields          | 51,791 (4)   | 37,885 (1) | 37,736 (1) | 6            | Q       |
| 2       | Raymon van der Biezen  | 38,372 (1)   | 38,046 (2) | 38,948 (5) | 8            | Q       |
| 3       | Liam Phillips          | 38,770 (2)   | 38,179 (3) | 38,509 (4) | 9            | Q       |
| 4       | Andrés Jiménez Caicedo | 40,730 (3)   | 38,882 (6) | 38,490 (3) | 12           | Q       |
| 5       | Edžus Treimanis        | 51,856 (5)   | 39,125 (7) | 37,926 (2) | 14           |         |
| 6       | Quentin Caleyron       | DNF (8)      | 38,392 (4) | 40,265 (6) | 18           |         |
| 7       | Rihards Veide          | 53,670 (6)   | 38,640 (5) | 48,466 (7) | 18           |         |
| 8       | Khalen Young           | 1:40,272 (7) | 45,520 (8) | DNS (10)   | 25           |         |

#### Półfinał 2
| Pozycja | Zawodnik           | Bieg 1       | Bieg 2     | Bieg 3       | Suma punktów | Notatki |
| ------- | ------------------ | ------------ | ---------- | ------------ | ------------ | ------- |
| 1       | Sam Willoughby     | 38,059 (1)   | 37,542 (1) | 38,506 (3)   | 5            | Q       |
| 2       | Twan van Gendt     | 44,742 (5)   | 37,798 (2) | 38,046 (1)   | 8            | Q       |
| 3       | Māris Štrombergs   | 41,856 (4)   | 37,995 (4) | 38,088 (2)   | 10           | Q       |
| 4       | Carlos Oquendo     | 39,236 (2)   | 37,542 (5) | 38,811 (4)   | 11           | Q       |
| 5       | David Herman       | 40,277 (3)   | 38,954 (6) | 48,205 (6)   | 15           |         |
| 6       | Joris Daudet       | 45,702 (6)   | 37,990 (3) | 2:05,214 (7) | 16           |         |
| 7       | Roger Rinderknecht | 52,320 (7)   | 40,070 (7) | 43,021 (5)   | 19           |         |
| 8       | Marc Willers       | 1:34,759 (8) | 42,269 (8) | DNS (10)     | 26           |         |

### Finał
Wyniki:
| Pozycja | Zawodnik               | Czas     |
| ------- | ---------------------- | -------- |
| złoto   | Māris Štrombergs       | 37,576   |
| srebro  | Sam Willoughby         | 37,929   |
| brąz    | Carlos Oquendo         | 38,251   |
| 4       | Raymon van der Biezen  | 38,492   |
| 5       | Twan van Gendt         | 44,744   |
| 6       | Andrés Jiménez Caicedo | 53,377   |
| 7       | Connor Fields          | 1:03,033 |
| 8       | Liam Phillips          | 2:11,918 |